# Аваков Арсен Георгійович
Аваков Арсен Георгійович (нар. 28 травня 1971 року) — футболіст, нападник. Гравець збірної Таджикистану (1992–1999). Найкращий бомбардир чемпіонату України 1994/1995.

## Титули та досягнення
- Чемпіон Першої ліги СРСР (1): 1988.
- Найкращий бомбардир чемпіонату України: 1994-95.

## Статистика виступів в Україні
| Сезон   | Клуб                | Ліга       | Чемпіонат | Чемпіонат | Кубок | Кубок | Загалом | Загалом |
| Сезон   | Клуб                | Ліга       | Матчі     | Голи      | Матчі | Голи  | Матчі   | Голи    |
| ------- | ------------------- | ---------- | --------- | --------- | ----- | ----- | ------- | ------- |
| 1992—93 | Темп (Шепетівка)    | Перша ліга | 18        | 3         | -     | -     | 18      | 3       |
| 1993—94 | Темп (Шепетівка)    | Вища ліга  | 30        | 4         | 3     | 1     | 33      | 5       |
| 1994—95 | Торпедо (Запоріжжя) | Вища ліга  | 33        | 21        | 3     | -     | 36      | 21      |
| 1995—96 | Торпедо (Запоріжжя) | Вища ліга  | 15        | 4         | -     | -     | 15      | 4       |
| Всього: | Всього:             | Вища ліга  | 78        | 29        | 6     | 1     | 84      | 30      |
| Всього: | Всього:             | Перша ліга | 18        | 3         | -     | -     | 18      | 3       |